# شانس (فیلم)
«شانس» (انگلیسی: Luck) فیلمی در ژانر اکشن است که در سال ۲۰۰۹ منتشر شد. از بازیگران آن می‌توان به سانجی دات، عمران خان، و شروتی حسن اشاره کرد.